# Maikammer
Maikammer – miejscowość i gmina w Niemczech, w kraju związkowym Nadrenia-Palatynat, w powiecie Südliche Weinstraße, siedziba gminy związkowej Maikammer. Od 1 lipca 2014 do 8 czerwca 2015 wchodziła w skład gminy związkowej Edenkoben.